# Kedawung (Pejagoan)
Kedawung is een bestuurslaag in het regentschap Kebumen van de provincie Midden-Java, Indonesië. Kedawung telt 8516 inwoners (volkstelling 2010).